# Волоща
Воло́ща — село в Україні, у Меденицькій селищній громаді, Дрогобицькому районі Львівської області.

## Географія
Село розташоване у межиріччі Дністра та Бистриці на трасі з Дрогобича до Львова. Відповідно до адміністративного поділу воно є крайньою точкою Дрогобицького району на півночі. На захід від села розташований ліс та озеро. Місцевість є горбистою.

## Назва
Щодо самої назви «Волоща», легенда розповідає про історію кохання між гарною українкою та італійцем (волохом). Власне на його честь, у зв'язку з поселенням етнічних волохів на території села, і названо поселення. Є також інша версія щодо назви — на честь перших мешканців, переселенців з Волощини (південної частини сучасної Румунії). Хоча, назви населених пунктів Галичини з означенням «Волоський» спричинювались впровадженням волоського права, за яким село певний час виділялося серед довколишніх сіл з руським правом. 

## Історія
Вперше Волоща згадуються в переліку сіл Городоцького і Перемишльського повітів Руської землі, що були надані Владиславом Ягайлом підчашому Яну Менжику з Домброви 21 березня 1425 року. В пізніших джерелах Волоща фігурує як поселення у складі Дрогобицького повіту Перемишльської землі Руського воєводства. Село було розташоване на північній околиці названої територіальної одиниці. Його угіддя межували з Самбірським повітом на заході, Перемишльським – на північному заході, Львівською землею – на півночі. 
У 1637 р. перемишльський та львівський ловчий Ян Коритко разом з дружиною Уршулею (з Тарновських) заклали на місці Волощі містечко Луща. Локаційний привілей укладено 10 грудня 1637 р. Нове містечко отримувало звільнення від податків на 10 років, право торгів (двічі на тиждень – у вівторок та в суботу) та право проводити ярмарки двічі на рік – 8 травня (день святого Станіслава єпископа-мученика) та 30 листопада (день апостола Андрія). Привілеєм затверджувалася міська печатка з зображенням корабля.
Тим не менше, жодних інших слідів локації нового містечка не віднайдено. В реєстрах контрибуції 1652-1653 і 1663 рр. Волоща знову фігурувала як село на 4 ланах з чвертю з млином, корчмою та церквою. Друга локація Волощі відбувалася орієнтовно у 1669–1673 рр. У львівських гродських актах зберігається документ про підтвердження королем Михайлом надання міського права Волощі, яка згідно локаційного привілею перейменовувалася в Коритків. На жаль, через недогляд писаря, дата самого акту невідома (в гродські акти документ внесено 14 лютого 1691 р.). Локаторами міста виступили син Яна Коритка Францішек та  дружина Анна (з Анджейовських). Текст привілею, практично ідентичний попередньому, відрізнявся лише днями щотижневих торгів (четвер і неділя) та щорічних ярмарок – 6 січня (день Трьох Святих) та 8 травня (день святого Станіслава єпископа-мученика). 
Однак і друга локація Волощі-Кориткова виявилася невдалою. Протягом наступних років воно переходило від рук до рук і було власністю: Бекерського (1725), Більського (1761), Ілінської (1802) та Левицького (1906). У ХІХ столітті громада Волоща мала печатку з новим, типовим для того часу "сільськогосподарським" гербом: перехрещені граблі, коса й вила, посередині яких покладено серп. 
Станом на 1897 р. село Волоща (з присілком Зади) Самбірського повіту мало 1745 мешканців, було осередком римо-католицької та греко-католицької парафій. Станом на 1904 р. кількість мешканців збільшилася до 1995. 
15 червня 1934 р. село Волоща передане з Самбірського повіту до Дрогобицького.
На 1.01.1939 в селі з 2 510 жителів було 1 740 українців, 190 поляків (переважно колоністи австрійського періоду у присілку Зади), 550 латинників і 30 євреїв.

## Інфраструктура
В селі є середня школа, бібліотека, будинок культури, клуб-бар, пошта, аптека та декілька магазинів. В селі знаходиться три храми: православна Церква, греко-католицька Церква та римо-католицький костел. У минулому столітті в селі існував дерев'яний костел; комуністична влада розібрала його і спалила. Після проголошення незалежності України місцева (польська) громада збудувала новий мурований костел.
В період Радянського Союзу тут діяв колгосп «1 Травня» на чолі з Михайлом Берком — депутатом Верховної Ради СРСР. Встановлено пам'ятник полеглим у Другій світовій війні (скульптори Еммануїл Мисько, Ярослав Мотика, архітектор Олександр Матвіїв).

## Пам'ятки
- Дерев'яна церква Собору Св. Івана Хрестителя (1897)[7].